# Iwao Miyajima
Iwao Miyajima (jap. 宮嶋巖 Miyajima Iwao; ur. 2 maja 1914 w Otaru, zm. 21 czerwca 2005) – japoński skoczek narciarski. Olimpijczyk z 1936.
Miyajima dzięki zdobyciu brązowego medalu w rozgrywanych na Ōkurayamie Mistrzostwach Japonii w Skokach Narciarskich 1935 znalazł się w składzie reprezentacji Japonii na Zimowe Igrzyska Olimpijskie 1936 w Garmisch-Partenkirchen. Wyjazd do III Rzeszy był jego pierwszą w życiu zagraniczną podróżą. Po przybyciu do Europy przed startem olimpijskim wziął jeszcze udział w międzynarodowym akademickim konkursie skoków w Mürren, w którym zajął 3. miejsce. W konkursie skoczków narciarskich na igrzyskach w Garmisch-Partenkirchen, po dwóch skokach na odległość 63,5 metra zajął 31. pozycję, wyprzedzając 16 sklasyfikowanych rywali.

## Zimowe igrzyska olimpijskie

### Indywidualnie
| 1936 Garmisch-Partenkirchen | – | 31. miejsce |